# École d'été
 (décembre 2022).
Si vous disposez d'ouvrages ou d'articles de référence ou si vous connaissez des sites web de qualité traitant du thème abordé ici, merci de compléter l'article en donnant les références utiles à sa vérifiabilité et en les liant à la section « Notes et références ».
Une université d'été, ou école d'été, est un programme universitaire à dimension internationale permettant à des étudiants étrangers de recevoir des cours hors du cursus classique dans une autre université. Ces cours peuvent permettre de valider des matières dans l'université d'origine, notamment dans le cadre du système européen de crédit ECTS.
Ces programmes sont généralement proposés au cours de la période estivale et n'excèdent pas huit semaines. 
Dans le milieu académique et de la recherche, le terme désigne aussi des centres accueillants des chercheurs pour des durées de quelques semaines en général afin de donner des conférences et des présentations, souvent autour de sujets de recherches précis. 

## Par pays

### France
- Université d'été de Boulogne-sur-Mer
- École occitane d'été
- École de physique des Houches

### États-Unis
- Catholic Summer School of America (en)
- Harvard Summer School (en)

### Canada
Modèle:Université du Québec à Montréal

### Australie
- National Science Summer School Inc. (en)

### Irlande
- Willie Clancy Summer School
- Queen Maeve International Summer School (en)

### Allemagne
- International Summer University - Kassel (en)

### Pays-Bas
- Utrecht Summer School (en)